# TGP Europe
TGP Europe — это компания, управляющая несколькими онлайн-гемблинг веб-сайтами, расположенная в Дугласе, остров Мэн.

## Услуги
TGP Europe управляет white-label партнёрствами для различных зарубежных гемблинг-компаний. Хотя эти компании в основном ориентированы на китайский рынок, их штаб-квартиры часто находятся в таких странах, как Вьетнам и Филиппины, из-за запрета на гемблинг в Китае. Для выхода на рынок Великобритании ряд компаний используют TGP Europe, посредническую компанию, базирующуюся в Дугласе на острове Мэн.
По состоянию на 13 апреля 2023 года, TGP Europe управляет следующими доменами через white-label партнёрства:
- 12bet.uk
- 6686sports.co.uk
- 8xbet.co.uk
- bob88.co.uk
- duelbits.co.uk
- fun88.co.uk
- sbotop.co.uk
- sportpesa.uk
- sportsbetio.uk
- stake.uk.com
- tlcbet.co.uk
- uk-wl.co.uk
- fun88asias.com

## Отмывание денег
В 2023 году Комиссия по азартным играм Великобритании наложила на TGP Europe штраф в размере £316,250 ($394,079) в рамках урегулирования регуляторных вопросов. Это решение последовало после расследования, выявившего упущения в социальной ответственности и мерах противодействия отмыванию денег. Помимо штрафа, TGP Europe получила официальное предупреждение и новые условия для своей лицензии.

## Спонсорство

### DEBET
- Вулверхэмптон Уондерерс

### 12BET
- Вулверхэмптон Уондерерс (рукав)[5]

### NET88
- Кристал Пэлас

### SBOTOP
- Фулхэм
- Лидс Юнайтед[6]

### Kaiyun Sports
- Астон Вилла[7][8]
- Кристал Пэлас[9]
- Ноттингем Форест[10]

### FUN88
- Бернли[11]
- Ньюкасл Юнайтед
- Тоттенхэм Хотспур